# Ponzianiopening
De Ponzianiopening is in het schaken een variant van de dubbele koningspionopening. De variant valt onder ECO-code C44 en de beginzetten zijn
1. e4 e5
2. Pf3 Pc6
3. c3
De opening werd beschreven door de 18e-eeuwse Italiaanse schaakmeester en -theoreticus Domenico Ponziani. In de 19e eeuw werd de theorie verder uitgebreid door Staunton en andere Engelse meesters.
De zet 3. c3 is een voorbereiding van de pionzet d4, met als doel het creëren van een sterk wit pionnencentrum. Daarnaast heeft wit een tweede vrije diagonaal voor zijn dame, maar het nadeel van de opening is dat wit met zijn 3e zet een snelle ontwikkeling van zijn damepaard naar c3 verhindert. De meest gebruikelijke voortzetting is
3. ...Pf6
4. d4
Er is een Ponzianivariant die bekendstaat als het Vukovicgambiet; zwart offert dan zijn paard op c6 voor een aanval op de witte koning.